# Trichillum adjunctum
Trichillum adjunctum är en skalbaggsart som beskrevs av Martinez 1967. Trichillum adjunctum ingår i släktet Trichillum och familjen bladhorningar. Inga underarter finns listade i Catalogue of Life.